# 이극배
이극배(李克培, 1422년 ~ 1495년 6월 2일)는 조선 전기의 문신으로, 자는 겸보(謙甫), 본관은 광주(廣州)이다. 이인손(李仁孫)의 장남이자 이세필(李世弼)·이세광(李世匡) 형제의 아버지이다.

## 생애
1447년(세종 29) 식년 문과에 급제했으며, 병조좌랑(兵曹佐郞)으로 있을 때 판이병조사(判吏兵曹事) 수양대군(首陽大君)이 그를 눈여겨보았으므로, 수양대군이 세조(世祖)로 즉위한 후 추충좌익공신(推忠佐翼功臣)에 책록되었다.
1457년(세조 3) 1월 판통례문사(判通禮門事)에서 예조참의(禮曹參議)로 승진해 당상관의 반열에 올랐으며, 7월 공조참의(工曹參議) 겸 경상도 관찰사(慶尙道觀察使)로 옮겼다.
1459년(세조 5) 광릉군(廣陵君)에 봉해지고 이후 병조참판(兵曹參判), 예조참판(禮曹參判) 겸 집현전제학(集賢殿提學), 경기도관찰사(京畿都觀察使) 등을 거쳐 1462년(세조 8) 1월 이조판서(吏曹判書)가 되었다가 7월에는 형조(刑曹), 10월에는 예조(禮曹)로 옮겼다.
이듬해 3월 평안도도관찰사(平安道都觀察使)로 나갔다가 6월 아버지 이인손(李仁孫)이 병을 얻은 것으로 인해 다시 광릉군에 봉해졌다.
1467년(세조 13) 6월 병조판서(兵曹判書)가 되었다가 7월 이시애의 난으로 인해 군사를 거느리고 함길도(咸吉道)로 간 한계미(韓繼美)를 대신해 평안도절도사(平安道節度使)를 임시로 맡았다.
1468년(세조 14) 평안도관찰사(平安道觀察使)로 옮겼다가, 이듬해 우참찬(右參贊)으로 소환되었으며, 이후 병조판서, 좌참찬(左參贊), 병조판서, 판중추부사(判中樞府事), 영중추부사(領中樞府事)를 거쳐 1485년(성종 16) 우의정(右議政)에 올랐다.
1493년(성종 24) 영의정(領議政)으로 승진했으며, 이듬해 연산군(燕山君)이 즉위하자 나이를 이유로 여러 차례 치사(致仕)를 청한 끝에 또 그 이듬해 3월 치사를 허락받고 광릉부원군(廣陵府院君)에 봉해졌다.
동년 6월에 졸했으며, 익평(翼平)이라는 시호를 받았다. 향년 74세.

## 가족 관계
- 증조 - 이집(李集, 1327년 ~ 1387년) : 판전교시사(判典校寺事), 증(贈) 좌찬성(左贊成)
  - 조부 - 이지직(李之直) :  형조우참의(刑曹右參議)·보문각직제학(寶文閣直提學), 증 영의정(領議政)
    - 아버지 - 이인손(李仁孫, 1395년 ~ 1463년) : 우의정(右議政), 충희공(忠僖公)
    - 어머니 - 별장(別將) 노신(盧信)의 딸[6]
      - 동생 - 이극감(李克堪, 1423년 ~ 1465년) : 형조판서(刑曹判書), 광성군(廣城君), 문경공(文景公)
      - 동생 - 이극증(李克增, 1431년 ~ 1494년) : 판윤(判尹), 광천군(廣川君), 공장공(恭長公)
      - 동생 - 이극돈(李克墩, 1435년 ~ 1503년) : 좌찬성, 광원군(廣原君), 익평공(翼平公)
      - 동생 - 이극균(李克均, 1437년 ~ 1504년) : 좌의정(左議政), 갑자사화로 사사됨
      - 부인 - 좌필선(左弼善) 최유종(崔有悰)의 딸[7]
        - 장남 - 이세충(李世忠)[7] : 이정립(李廷立, 1556년 ~ 1595년)의 고조
        - 차남 - 이세필(李世弼, ? ~ 1488년) : 호조참판(戶曹參判), 명에 사신으로 가다가 요동(遼東)에서 졸함
        - 3남 - 이세광(李世匡) : 동부승지(同副承旨)
        - 4남 - 이세주(李世柱)[7]
        - 첫째 사위 - 홍효손(洪孝孫)[7]
        - 둘째 사위 - 남정(南禎)[7] : 사지(司紙)
        - 셋째 사위 - 정해(鄭澥)[7]